# Estádio das Laranjeiras

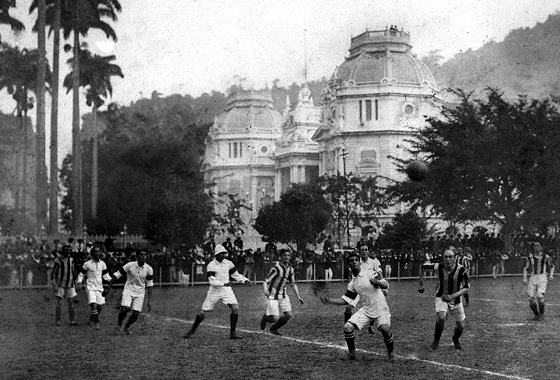
Eerste wedstrijd Brazilië tegen Exeter City in 1914.

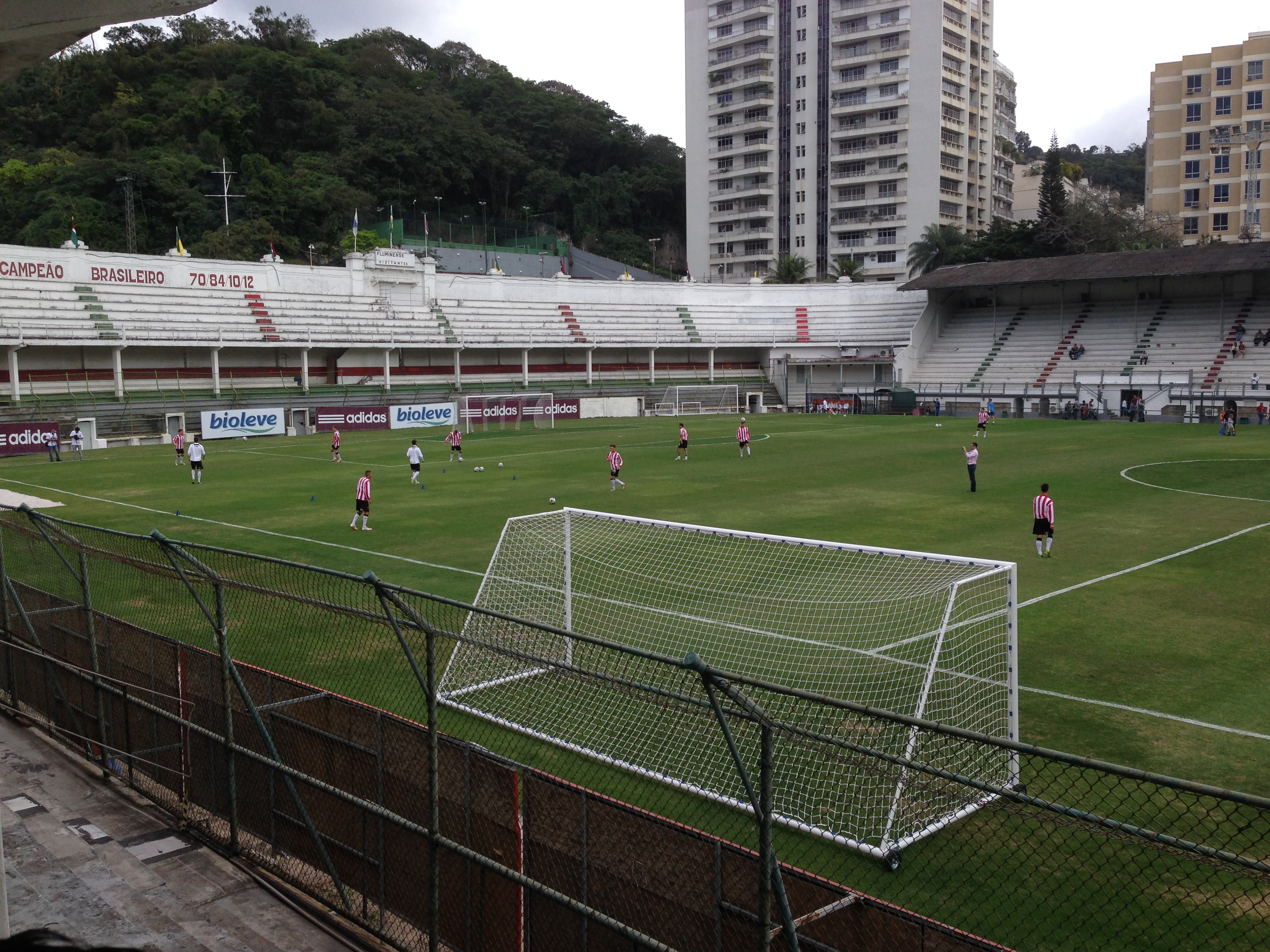
Het stadion in 2014 (warming up Exeter City)

Estádio das Laranjeiras, ook bekend onder de naam Estádio Manoel Schwartz, is een voetbalstadion in Rio de Janeiro, Brazilië. Het stadion is gebouwd in 1919 en bestaat vanaf 1922 in zijn huidige vorm, er wordt echter al vanaf 1902 op de velden van Laranjeiras gevoetbald. Vanaf de voltooiing van de bouw in 1922 had het stadion een capaciteit van 25.000 plaatsen. Door verbouwingen en veiligheidsredenen mogen tegenwoordig 4.300 mensen het stadion in. Het stadion was tot 2003 de thuishaven van voetbalclub Fluminense, dat tegenwoordig haar thuiswedstrijden in het Maracanã afwerkt. Tegenwoordig wordt het stadion gebruikt als trainingscomplex. Het stadion heeft een grote historische waarde in het Braziliaans voetbal.

## Geschiedenis
Fluminense kocht in 1902 een stuk land, waar het huidige stadion op is gebouwd. Een eerste stadion werd in 1905 gebouwd en had een capaciteit van 5.000 toeschouwers. Het terrein is van grote historische waarde voor het Braziliaans voetbal. In 1914 speelde Brazilië haar eerste wedstrijd op de velden van Estádio das Laranjeiras. De Brazilianen versloegen de Engelse voetbalclub Exeter City met 2-0.
Door de successen van het Braziliaans voetbalelftal en Fluminense, besloot het bestuur van Fluminense om een nieuw stadion te bouwen. De bouw van dit nieuwe stadion werd voltooid in 1919 en het nieuwe stadion bood plaats aan 19.000 mensen. Het stadion was ook een van de eerste stadions ter wereld, buiten Engeland om, dat volledig betonnen tribunes had. Op 11 mei 1919 werd de eerste wedstrijd in het nieuwe stadion gespeeld tussen Brazilië en Chili, Brazilië won met 6-0 en Friedenreich scoorde het eerste doelpunt in het nieuwe stadion. Door de verder toenemende populariteit van het voetbal, werd het stadion in 1922 nogmaals uitgebreid. De betonnen eretribune werd naar de zijkanten van het veld doorgetrokken en op de drie andere tribunes werd een tweede ring gebouwd. Het stadion was daarmee het eerste stadion op het Zuid Amerikaanse continent dat een zwevende tweede ring had. De capaciteit werd verder uitgebreid naar 25.000 toeschouwers. Het bezoekersrecord van het stadion stamt ook uit die tijd. Op 14 juni 1925 betraden 25.718 betalende toeschouwers het stadion, tijdens de beladen derby van Fluminense tegen Flamengo. Deze klassieker staat ook beter bekend als Fla-Flu. In 1928 werd een lichtinstallatie geïnstalleerd, waarmee ook voetbalwedstrijden in de avond plaats konden vinden.
Eind jaren ’50 dreigde het stadion afgebroken te worden, vanwege grootschalige infrastructurele werken in Rio de Janeiro. Fluminense en het stadsbestuur praatten ruim 2 jaar over deze plannen en kwamen tot een vergelijk. De weg zou verlegd worden en vlak naast het stadion komen te lopen. Fluminense zou echter wel een stuk land af moeten staan. Hierdoor is in 1961 een tribune achter het doel afgebroken. Vanwege veiligheidsredenen en vanwege de afbraak van de tribune werd de capaciteit teruggebracht naar 8.000 mensen. Vanaf de jaren 60 speelt Fluminense sommige van haar thuiswedstrijden mede daarom, waaronder de beladen derby tegen Flamengo, in het Maracanã. In 2003 verhuisde de club definitief naar het Maracanã en het Estádio das Laranjeiras wordt vanaf dat moment gebruikt als trainingscomplex van Fluminense.

## Copa América
Dit stadion is gebruikt voor Copa América van 1922, de eerste editie van dat toernooi. Op dit toernooi werden elf wedstrijden gespeeld. Op dat moment bestond het toernooi uit een groep van 5 landen, waarbij elk land 1 keer tegen elkaar speelt. De nummers 1 en 2 spelen uiteindelijk een finalewedstrijd. Omdat dit het enige stadion was dat werd ingezet op dit toernooi werden alle wedstrijden hier gespeeld. Het gastland, Brazilië, werd door een overwinning op Paraguay (3–0) voor de tweede keer kampioen van dit toernooi.
| №  | Datum             | Wedstrijd             | Uitslag | Copa América |
| -- | ----------------- | --------------------- | ------- | ------------ |
| 1  | 17 september 1922 | Brazilië – Chili      | 1 – 1   | Groep        |
| 2  | 23 september 1922 | Chili – Uruguay       | 0 – 2   | Groep        |
| 3  | 24 september 1922 | Brazilië – Paraguay   | 1 – 1   | Groep        |
| 4  | 28 september 1922 | Argentinië – Chili    | 4 – 0   | Groep        |
| 5  | 1 oktober 1922    | Brazilië – Uruguay    | 0 – 0   | Groep        |
| 6  | 5 oktober 1922    | Paraguay – Chili      | 3 – 0   | Groep        |
| 7  | 8 oktober 1922    | Uruguay – Argentinië  | 1 – 0   | Groep        |
| 8  | 12 oktober 1922   | Uruguay – Paraguay    | 0 – 1   | Groep        |
| 9  | 15 oktober 1922   | Brazilië – Argentinië | 2 – 0   | Groep        |
| 10 | 18 oktober 1922   | Paraguay – Argentinië | 0 – 2   | Groep        |
| 11 | 22 oktober 1922   | Brazilië – Paraguay   | 3 – 0   | Finale       |